# Mietvilla Rennerbergstraße 12 (Radebeul)
Die Mietvilla in der Rennerbergstraße 12 liegt im Stadtteil Niederlößnitz der sächsischen Stadt Radebeul.

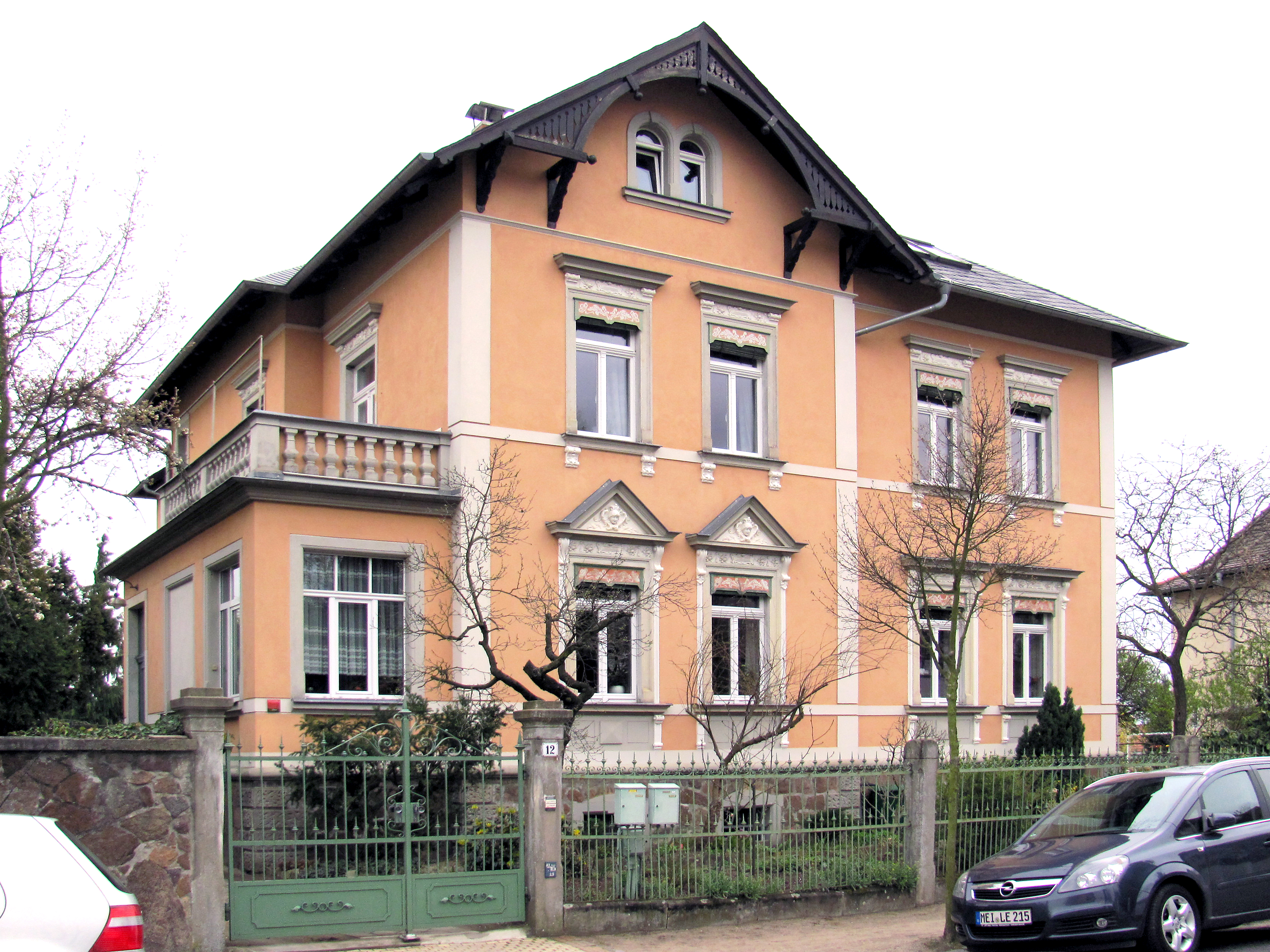
Mietvilla Rennerbergstraße 12

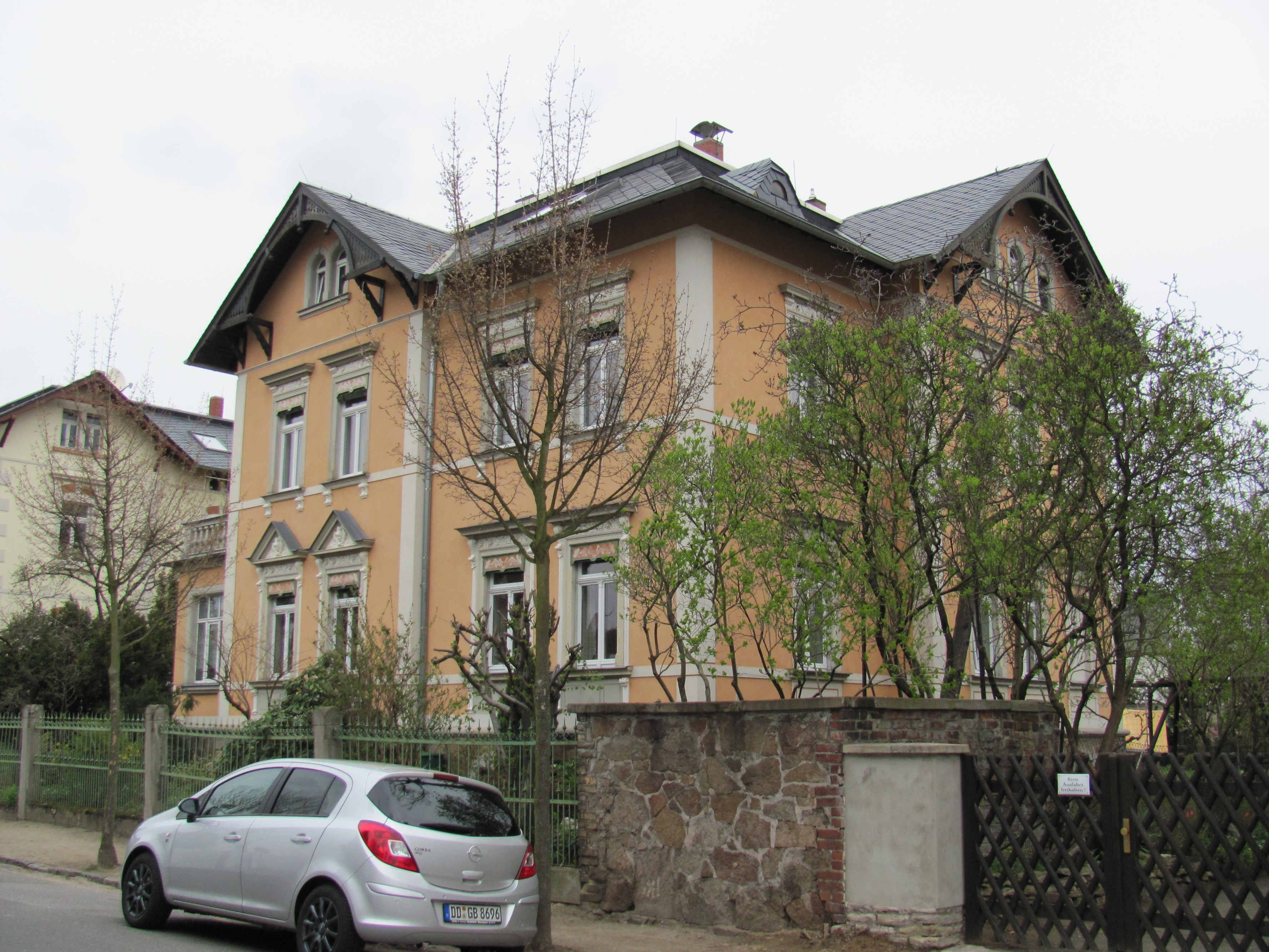
Mietvilla Rennerbergstraße 12

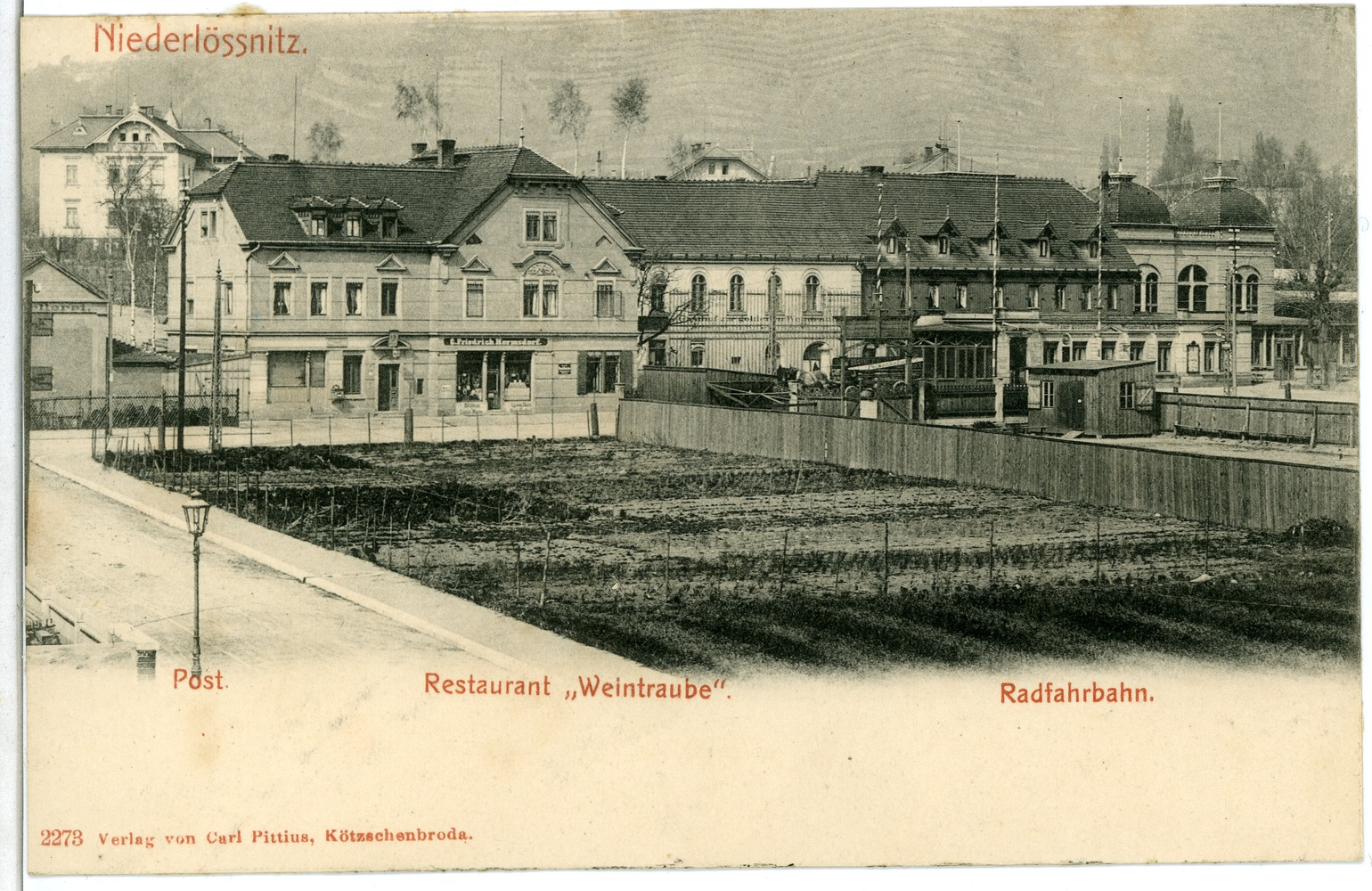
Die Mietvilla links oben hinter dem Gasthof Goldene Weintraube (1902)

## Beschreibung
Die zweigeschossige, mit Einfriedung und Toreinfahrt denkmalgeschützte Mietvilla von asymmetrischem Aufriss steht auf einem Bruchsteinsockel und hat ein abgeplattetes, schiefergedecktes Walmdach.
In der Straßenansicht steht links ein Seitenrisalit mit einem Gesprengegiebel. Auch in der nach Süden gerichteten, rechten Seitenansicht steht ein fast gleicher Risalit, diesmal auf der rechten Seite. In der linken Seitenansicht befindet sich eine Veranda mit einem Austritt obenauf.
Die Gliederung der Putzfassade erfolgt durch Putzbänder und Ecklisenen, die in Sandstein gefassten Fenster werden durch unterschiedliche Verdachungen und Stuckdekor geschmückt. „Viele Originalbauteile [konnten] erhalten werden. Fehlendes wurde unter Verwendung traditioneller Baustoffe ergänzt.“ „Besonders hervorzuheben ist die feinfühlige Farbgebung. Der hellrötliche Farbton der Fassade kontrastiert gut mit den feinen Grautönen der Gliederungselemente und dem Rotbraun des Granitsockels. Die historischen Kastenfenster sind größtenteils erhalten und wurden aufgearbeitet.“
Die Einfriedung ist ein Lanzettzaun mit Sandsteinpfeilern.

## Geschichte
Die Mietvilla wurde 1898 durch den Bauherrn und Bauunternehmer Ferdinand Luther aus Serkowitz errichtet.
Ziel der 1998/1999 in Eigenregie durchgeführten Sanierung war die „Wiederherstellung eines denkmalgerechten Altzustandes“. Im Ergebnis „erfolgte eine gelungene Rekonstruktion mit liebevollen, dem Befund entsprechenden Details“; „Haus und Grundstück bilden ein ansprechendes Ensemble und wirken im von ähnlichen Villen geprägten Straßenzug beispielgebend.“ Die Bauherrschaft wurde dafür 1999 mit dem Bauherrenpreis der Stadt Radebeul in der Kategorie Denkmalsanierung ausgezeichnet.